# Primitives de fonctions exponentielles
 (août 2017).
 (août 2017).
Si vous disposez d'ouvrages ou d'articles de référence ou si vous connaissez des sites web de qualité traitant du thème abordé ici, merci de compléter l'article en donnant les références utiles à sa vérifiabilité et en les liant à la section « Notes et références ».
Cet article présente une liste de primitives usuelles de fonctions exponentielles.

## Liste
Une constante (la constante d'intégration) peut être ajoutée au côté droit de n'importe laquelle de ces formules ; elle a été supprimée ici par souci de brièveté.
Intégrale de l'exponentielle
{\displaystyle \int \mathrm {e} ^{ax+b}\,\mathrm {d} x={\frac {1}{a}}\mathrm {e} ^{ax+b}} avec {\displaystyle a\neq 0}
Intégrale du quotient de l'exponentielle sur {\displaystyle x}
{\displaystyle \int {\frac {\mathrm {e} ^{ax}}{x}}\,\mathrm {d} x=\ln |x|+\sum _{n=1}^{+\infty }{\frac {(ax)^{n}}{n!\cdot n}}}
Intégrale du produit de l'exponentielle et d'une puissance de {\displaystyle x}
{\displaystyle \int x^{n}\mathrm {e} ^{ax}\,\mathrm {d} x={\frac {1}{a}}x^{n}\mathrm {e} ^{ax}-{\frac {n}{a}}\int x^{n-1}\mathrm {e} ^{ax}\,\mathrm {d} x} avec {\displaystyle n\in \mathbb {Z} \setminus (-1)}
Intégrale du produit de l'exponentielle et du logarithme népérien
{\displaystyle \int \mathrm {e} ^{ax}\ln x\,\mathrm {d} x={\frac {1}{a}}\mathrm {e} ^{ax}\ln |x|-{\frac {1}{a}}\int {\frac {\mathrm {e} ^{ax}}{x}}\,\mathrm {d} x}
Intégrale du produit de l'exponentielle et d'un polynôme
Soit {\displaystyle P} une fonction polynomiale. On note {\displaystyle P'} sa dérivée.
{\displaystyle \int P(x)\mathrm {e} ^{ax}\,\mathrm {d} x={\frac {1}{a}}P(x)\mathrm {e} ^{ax}-{\frac {1}{a}}\int P^{\prime }(x)\mathrm {e} ^{ax}\,\mathrm {d} x}